# Ben Carter
Pour les articles homonymes, voir Carter.

a Compétitions nationales et continentales officielles uniquement.

b Matchs officiels uniquement.
Dernière mise à jour le 24 novembre 2023.
Ben Carter, né le 23 janvier 2001 à Crowborough dans le Sussex de l'Est (Angleterre), est un joueur international gallois de rugby à XV évoluant au poste de deuxième ligne. Il joue en United Rugby Championship au sein des Dragons depuis 2020.

## Biographie

### Jeunesse et formation
Ben Carter naît à Crowborough en Angleterre. Deux semaines après sa naissance, il rentre au pays de Galles avec ses parents où il grandit ensuite. Il commence le rugby à XV dans le club de Caldicot RFC (en), à proximité de la ville de Newport au pays de Galles, à l'âge de huit ou neuf ans. Plus jeune, il joue au poste de troisième ligne centre, puis il est déplacé en deuxième ligne à partir de ses quinze ans. Par la suite, il intègres les équipes de jeune des Dragons RFC puis son Academy (centre de formation). Parallèlement, il se forme également au sein de l'Academy de la Newport High School (en) où il est entraîné par Robert Sidoli notamment.
Ses idoles sont Alun Wyn Jones, Eben Etzebeth et Sam Whitelock, plus jeune il apprécie Kieran Read et Taulupe Faletau.
Au niveau des études, il étudie les relations internationales au sein de l'université de Cardiff,.
Il est sélectionné avec l'équipe du pays de Galles des moins de 18 ans avec qui il est nommé capitaine,,, il garde ce rôle dans la catégorie des moins de 19 ans également.
En janvier 2020, il est retenu par l'équipe du pays de Galles des moins de 20 ans pour disputer le Tournoi des Six Nations des moins de 20 ans. Il connaît sa première sélection durant la première journée face à l'Italie en tant que titulaire où il est l'auteur d'une grande performance en réalisant vingt-neuf plaquages, le record dans la compétition, mais ne peut empêcher la défaite de son équipe,. Par la suite, il est également titulaire lors des quatre journées suivantes où il est un des leaders de la sélection,.

### Carrière professionnelle
Ben Carter dispute son premier match professionnel avec les Dragons en novembre 2020 à l'âge de dix-neuf ans face au Munster en Pro14. Le mois suivant, il est titularisé, pour son deuxième match professionnel, contre les Glasgow Warriors à l'extérieur où il réalise une très bonne performance en réussissant trente-et-un plaquages sans en manquer un seul, contribuant à la victoire 23-22 des siens. La semaine suivante, il fait ses débuts en tant que titulaire en Coupe d'Europe face aux Wasps,. Ensuite, il continue d'enchaîner les rencontres, il est alors considéré comme un joueur prometteur et comme le possible successeur d'Alun Wyn Jones, avec qui il est comparé, sur le long terme en équipe du pays de Galles,,. Pour sa première saison professionnelle, il dispute vingt rencontres avec son équipe, dont onze en tant que titulaire. Durant l'été 2021, le sélectionneur Wayne Pivac fait appel à lui pour disputer la tournée estivale avec le XV du Poireau. Dès le premier test de la tournée, il est installé en tant que titulaire contre le Canada, à la suite de la blessure d'Alun Wyn Jones avec les Lions britanniques, où il connaît donc sa première cape internationale et délivre une bonne performance, étant nommé homme du match. Par la suite, il est maintenu en qualité de titulaire lors des deux matchs suivants face à l'Argentine,,.
Durant l'automne suivant, Wayne Pivac le sélectionne de nouveau pour les tests de fin d'année. Il est sollicité lors de deux matchs, contre les Springboks où il entre en jeu en fin de match, puis contre les Wallabies où il remplace Adam Beard dès la quatorzième minute de jeu et réalise une bonne performance en contribuant à la victoire de son équipe 29-28. Il fait son retour avec les Dragons et dispute quatre matchs, avant d'être rappelé en janvier pour disputer le Tournoi des Six Nations 2022 avec le pays de Galles. Dès la première journée contre l'Irlande, il est retenu sur le banc des remplaçants et il connaît ses premières minutes dans le Tournoi durant la rencontre, après avoir remplacé Will Rowlands son coéquipier chez les Dragons. Il ne dispute pas d'autres rencontres durant cette édition. Avec sa province, il joue quatorze matchs dont douze en tant que titulaire lors de la saison. L'été suivant, il est retenu pour la tournée estivale en Afrique du Sud mais il ne dispute aucune rencontre.
La saison suivante, il démarre celle-ci en disputant les six premières journées du United Rugby Championship, tout en connaissant son premier capitanat en senior avec les Dragons, devenant le second plus jeune capitaine de la province, face au Benetton Trévise. En octobre, il est de nouveau convoqué avec le pays de Galles pour la tournée d'automne. Il joue trois des quatre tests, dont notamment la défaite historique face à la Géorgie en tant que titulaire. De retour avec sa province, il se blesse durant un échauffement en décembre. Cependant, il fait son retour peu de temps avant le dévoilement de la liste des joueurs retenus pour le Tournoi des Six Nations 2023,. Il n'est finalement pas appelé pour la compétition, le sélectionneur Warren Gatland lui préférant les expérimentés Alun Wyn Jones et Adam Beard ainsi que les jeunes Rhys Davies, Dafydd Jenkins et Teddy Williams à son poste. Pour avoir une chance de faire son retour en sélection, il indique devoir gagner en puissance pour pouvoir rivaliser avec ses concurrents. Lors du dernier match de la saison, il réalise dix-sept plaquages contre les Scarlets, contribuant à la victoire avec bonus offensif de son équipe. Après la saison, il est élu Young player of the season des Dragons. En mai suivant, Warren Gatland le convoque finalement dans une pré-liste de 54 joueurs pour préparer la Coupe du monde.
Finalement, en août, il ne fait pas partie du groupe final amené à disputer la compétition. En octobre, quelques jours après l'élimination des Gallois de la Coupe du monde 2023, il est de nouveau retenu dans le groupe gallois pour affronter les Barbarians lors d'une rencontre non-officielle prévue début novembre suivant. Durant cette rencontre, il est titularisé et prend part à la victoire 49-26 de son équipe. De retour avec les Dragons en United Rugby Championship, il subit une sévère déchirure aux ischio-jambiers mi-novembre contre les Ospreys qui le rend forfait pour une période de trois à quatre mois et remet donc potentiellement en cause sa présence pour le prochain Tournoi des Six Nations se déroulant début 2024. Finalement, il est bien forfait pour la compétition.

## Statistiques

### Statistiques en équipe nationale
Ben Carter compte 13 capes en équipe du pays de Galles, dont 7 en tant que titulaire, depuis sa première sélection le 3 juillet 2021 face au Canada.

## Palmarès

### En équipe nationale
Néant

#### Tournoi des Six Nations
| Édition          | Rang | Résultats Pays de Galles | Résultats Carter | Matchs Carter |
| ---------------- | ---- | ------------------------ | ---------------- | ------------- |
| Six Nations 2022 | 5e   | 1 v, 0 n, 4 d            | 0 v, 0 n, 1 d    | 1/5           |

Légende : v = victoire ; n = match nul ; d = défaite ; la ligne est en gras quand il y a Grand Chelem.